# 暗花金挖耳
暗花金挖耳（学名：Carpesium triste）是菊科天名精属的植物。分布在日本、俄罗斯、朝鲜以及中国大陆的辽宁、黑龙江、吉林、云南、西藏、四川等地，生长于海拔700米至3,300米的地区，见于林下和溪边，目前尚未由人工引种栽培。

## 别名
东北金挖耳（东北植物检索表）

## 异名
- Carpesium triste Maxim. var. sinense Diels